# زیوه (مهاباد)
زیوه روستایی از توابع بخش خلیفان در شهرستان مهاباد است که در استان آذربایجان غربی قرار دارد.

## جمعیت
این روستا در دهستان دهستان منگور غربی واقع شده و براساس سرشماری سال ۱۳۸۵، جمعیت آن ۲۳۹ نفر (۵۸ خانوار) بوده‌است.